# Josef Alois Kessler
Josef Alois Kessler (ur. 12 sierpnia 1862 r., zm. 9 grudnia 1933 r.) – niemiecki duchowny katolicki, biskup tyraspolski.

## Życiorys

### Wykształcenie i początki działalności
Urodził się w Lois koło Samary w Rosji, w rodzinie niemieckich kolonistów. Ukończył niższe i wyższe seminarium duchowne w Saratowie, a następnie kontynuował naukę na Akademii Duchownej w Petersburgu, którą ukończył w 1889 r., uzyskując magisterium z teologii. Po święceniach kapłańskich pracował przez 2 lata jako wikariusz w parafii katedralnej w Saratowie i równocześnie był profesorem w tamtejszym seminarium duchownym. W latach 1891–1895 był administratorem parafii w Symferopolu, a później (1895-1899) proboszczem sulzańskim i kiszyniowskim (1899-1903).
W 1903 r. bp Edward von Ropp powołał go na stanowisko inspektora seminarium duchownego w Saratowie. Rok później został kanonikiem kapituły saratowskiej.

### Biskup tyraspolski
7 kwietnia 1904 r. został mianowany przez papieża Piusa X ordynariuszem tyraspolskim. Konsekracja biskupia miała miejsce 28 października w kościele św. Katarzyny w Petersburgu. Za jego rządów dokonał się znaczny rozwój materialny diecezji. Dokonał poświęcenia 31 kościołów, w tym m.in. prokatedrę pw. św. Klemensa w Odessie. Nauczywszy się języka polskiego, prowadził działalność duszpasterską wśród Polaków.
Przed zajęciem Saratowa przez komunistów opuścił 14 sierpnia 1918 r. siedzibę biskupią i pieszo przez dziesięć dni dotarł do Odessy. Był poszukiwany przez Czeka, ponieważ po zajęciu seminarium i kurii biskupiej znaleziono jego list pasterski skierowany do wiernych, w którym groził ekskomuniką tym wszystkim, którzy sprzyjają bolszewikom. Zagrożony aresztowaniem i możliwym wyrokiem śmierci, ukrywał się przez jakiś czas w Odessie.

### Emigracja i śmierć
Przed zajęciem Saratowa przez wojska bolszewickie opuścił 14 sierpnia 1918 siedzibę biskupią wyznaczając wikariuszem generalnym ks. prał. Ksawerego Franciszka Klimaszewskiego na płd.-wsch. część diec. tyraspolskiej. W styczniu 1920 r. opuścił tereny kontrolowane przez władze sowieckie i udał się na emigrację do Besarabii w Rumunii. Przez 2 lata przebywał w parafii Krasna, należącej do diecezji tyraspolskiej.
3 stycznia 1922 r. emigrował do Stanów Zjednoczonych, gdzie zebrał 32 tysiące dolarów na głodujących Niemców w Rosji, które później były potajemnie rozdzielane wiernym przez księży pozostałym w jego diecezji. Później wrócił do Europy i przebywał w Berlinie. 27 listopada 1929 r. zrzekł się urzędu ordynariusza tyraspolskiego i 23 stycznia 1930 r. został mianowany został przez papieża Piusa XI arcybiskupem tytularnym Bosforu. Zmarł w 1933 r. w Zinnowitz.

## Publikacje
- Geschichte der Diözese Tyraspol, Verlag von Rev. Georg Aberle. Dickinson, Nord Dakota, USA 1930.